# Sh2-198
Sh2-198 è una nebulosa a emissione visibile nella costellazione di Cassiopea.
Si individua nella parte orientale della costellazione, sul bordo sudoccidentale della grande nebulosa IC 1848; il periodo più indicato per la sua osservazione nel cielo serale ricade fra i mesi di settembre e febbraio ed è notevolmente facilitata per osservatori posti nelle regioni dell'emisfero boreale terrestre, dove si presenta circumpolare fino alle regioni temperate calde.
Sh2-198 è una regione H II situata sul Braccio di Perseo alla distanza di circa 2900 parsec (9450 anni luce) dal Sistema Solare, nello stesso ambiente galattico del grande complesso W3/W4/W5; appare centrata sulla stella blu responsabile della sua ionizzazione, LS I 59153, di classe spettrale O9.5V. A questa nebulosa sono associate due sorgenti di radiazione infrarossa catalogate dall'IRAS e indicate come IRAS 02460+5929 e IRAS 02477+5946, situate rispettivamente al centro della nebulosa e in posizione più decentrata, verso il bordo di IC 1848. La prima sorgente viene indicata anche come S198-IRS e coincide con la stella ionizzatrice, le cui caratteristiche di emissione sono in accordo col fatto che Sh2-198 sia una delle pochissime regioni di idrogeno ionizzato non associate a emissioni CO situate nei pressi di regioni al contrario molto ricche di nubi molecolari. La seconda sorgente, indicata anche come W5-S-IRS, è probabilmente un oggetto stellare giovane di classe B circondato da un denso involucro gassoso.